# Боман Ирани
Боман Ирани (енгл. Boman Irani, Мумбај, 2. децембар 1959) индијски је филмски и позоришни глумац и фотограф.

## Филмографија
| Улоге Боман Ирани |                           |               |                           |          |
| Година            | Српски назив              | Изворни назив | Улога                     | Напомена |
| 2003              | Братан Муна               |               | Лекар                     |          |
| 2004              | Веруј ми, ја сам овде     |               | Директор                  |          |
| 2004              | Вир-Зара                  |               | Џахангир Хајат Кан        |          |
| 2005              | Блефмајстор               |               | Лекар Халерао             |          |
| 2006              | Братан Муна 2             |               | Лаки Синг                 |          |
| 2006              | Дон — Хајка почиње опет   |               | ДеСилва / Вардаан         |          |
| 2006              | Еклавија: Краљевска гарда |               | Рана Џајавардан           |          |
| 2008              | Пријатељство              |               | М (Мурали)                |          |
| 2009              | Три идиота                |               | Виру Сахастрабуде „Вирус” |          |
| 2010              | Пуна кућа                 |               | Батукхај Пател            |          |
| 2011              | Дон 2: Краљ се вратио     |               | Вардаан                   | [ 2 ]    |
| 2012              | Пуна кућа 2               |               | Батук Пател               |          |
| 2012              | Студент године            |               | Харкишан Санан            |          |
| 2014              | Срећна Нова година        |               | Темтон Ирани „Тами”       |          |
| 2016              | Пуна кућа 3               |               | Батук Пател               |          |

## Награде

### Филмферова награда
- Награђен
  - 2010. — Филмферова награда за најбољег споредног глумца у филму Три идиота
- Номинован
  - 2004. — Филмферова награда за најбоље перформансе у комедија улога у филму Братан Муна
  - 2005. — Филмферова награда за најбоље перформансе у комедија улога у филму Веруј ми, ја сам овде
  - 2007. — Филмферова награда за најбоље перформансе у негативну улогу у филму Братан Муна 2

### Интернационална индијска филмска академија
- Награђен
  - 2010. — ИИФА за најбоље перформансе у негативну улогу у филму Три идиота
- Номинован
  - 2012. — ИИФА за најбоље перформансе у негативну улогу у филму Дон 2: Краљ се вратио